# خافيير أزكارجورتا
خافيير أزكارجورتا (بالإسبانية: Xabier Azkargorta) (مواليد 26 سبتمبر 1953) هو لاعب كرة قدم. يلعب مع منتخب بوليفيا لكرة القدم. سبق له أن لعب في كأس العالم لكرة القدم مع منتخب بلاده.

## روابط خارجية
- خافيير أزكارجورتا على موقع قاعدة بيانات كرة القدم.إي يو (الإنجليزية)
- خافيير أزكارجورتا على موقع ناشيونال فوتبول تيمز (الإنجليزية)
- خافيير أزكارجورتا على موقع Soccerway.com (الإنجليزية)
- خافيير أزكارجورتا على موقع عالم كرة القدم.نت (الإنجليزية)